# Beleg van Krujë (1450)

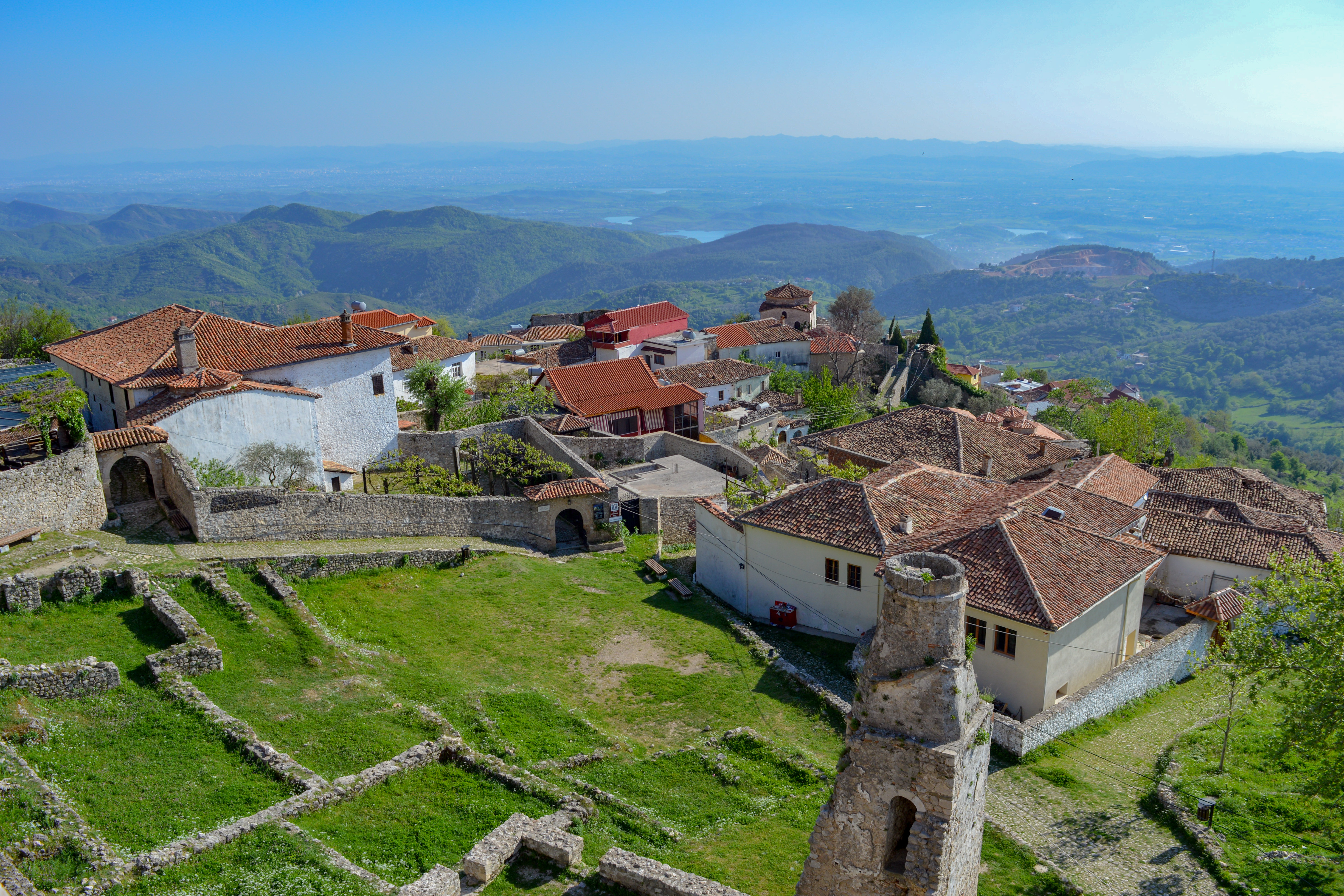
Resten van de burcht van Krujë

Het eerste Beleg van Krujë was een episode in de strijd van Albanezen onder Skanderbeg tegen de Ottomaanse Turken. Het maandenlange beleg van Skanderbegs vesting Krujë door de getalsmatig veel sterkere Turken leidde in november 1450 uiteindelijk tot de aftocht van de laatsten.
De Turken, die op 14 mei 1450 voor Krujë verschenen, stonden onder leiding van sultan Murat II persoonlijk en waren ruim 100.000 man sterk, terwijl Skanderbeg met zijn Albanese verzet slechts 17.500 man ter beschikking had. De verdediging van de vesting zelf werd toevertrouwd aan de 1500 manschappen van Vrani Konti. Skanderbeg zelf bestreed de Ottomaanse posities met de resterende 16.000 man vanuit de bergen. De Turken zouden grote verliezen lijden: 20.000 soldaten vielen tijdens het beleg zelf, en nog velen nadien, tijdens de terugtocht. Uiteindelijk gaf Murat het beleg gedemoraliseerd op.
De sultan zou korte tijd later in Adrianopel overlijden. Zijn opvolger Mehmet II zou Krujë opnieuw belegeren (1466-67), maar pas na Skanderbegs dood in 1468 kwam Krujë weer in Turkse handen. De slag spreekt nog steeds tot de verbeelding van de Albanezen.

## De belegering

### Albanese moreel voor de belegering
Het moreel van de Albanezen was gezonken na de verliezen in 1449 in de slag van Beleg van Sfetigrad. Toen de Turken op 5 april naar Albanië marcheerden, zeiden de bewoners dat ze engelen over Albanië zagen vliegen. Skanderbeg zelf zei dat hij het visioen van Sint-Joris had, die hem het vlammende zwaard gaf om de vijand te verslaan. Deze en andere visioenen gaven de bevolking veel moed om te vechten.

### Albanese positie en voorbereiding
Voordat de belegering begon, versterkte Skanderbeg Krujë. Er waren 18.000 mannen op de berg van Skënderbeu, die een goede positie had om de Turken aan te vallen. Krujë was versterkt met 4.000 man onder leiding van Vrani Konti.
Vrani had onder zijn soldaten ook een paar Duitsers, Italianen en Fransen.
De soldaten werden een vaste plek aangewezen, om het zo de Ottomanen moeilijk te maken.
Krujë had een voedselvoorraad van zestien maanden. De kinderen en vrouwen werden in Venetiaanse steden ondergebracht.
Boeren werd bevolen hun oogst te verbranden en te leven op de voedselvoorraad, dit om te voorkomen dat de Turken eten konden krijgen.
De rest van de soldaten gingen met Skanderbeg de bergen in waarin ze elke keer van positie wisselde om zo niet ontdekt te kunnen worden.

### Ottomaanse positie en voorbereiding
Murat kwam aan in Krujë op 14 mei met 160.000 soldaten, onder hen waren er ongeveer 60.000 elite eenheden van de Ottomanen.
De soldaten waren in 3 groepen opgedeeld en vielen aan in een periode van ongeveer 3 maanden.
Murat had voorgesteld om het bos om Krujë aan hem te geven. Dit weigerde Vrani Konti. Toen Murat antwoord kreeg liet hij kanonnen opstellen die 200 kg projectielen konden afvuren. De kanonnen konden 3 keer per dag schieten, maar waren heel onnauwkeurig. Krujë was bijna niet te raken doordat het zowat in de berg is gebouwd.
Twee kanonnen werden in Tirana geplaatst.

### Eerste aanval
Murat liet de kanonnen 4 dagen lang op de muren schieten, totdat er een gat was.
De sultan dacht dat het nu gemakkelijk was, maar het Albanese leger wist ze buiten de muren te houden en de muur te repareren.
Murat, die erg bang was voor een tegenaanval van Skanderbeg, liet manschappen patrouilleren in de omliggende bergen.
Skanderbeg wist toen nog steeds de Turken gevangen te nemen, te verslaan, of om bevoorradingen te vernietigen.
Skanderbeg raakte nog gewond, zijn schild was vervormd, en had een wond in zijn schouder.
De meeste aanvallen van de Turken kwamen vanaf Tirana, waar de verliezen ook heel erg groot waren.

### Tweede aanval
Bij de tweede aanval wisten de Turken met hun lansen de poort te breken, maar omdat er heel veel verliezen waren, trokken de Turken terug. Er werd een vergadering gehouden, en de Turken bleven 2 dagen in vergadering.
Toen de Turken 500 man wegstuurden om te patrouilleren, wist Skanderbeg de achterkant van het kamp te bereiken, waar ze een groot deel vernietigden, voordat de Turken iets konden doen waren de Albanezen alweer weg.
De Turken richtten toen de kanonnen op het bos, maar daar waren de 500 man die ze net wegstuurden, die werden voor een deel door eigen vuur gedood. De achtervolging werd stilgezet. De Turken verloren veel van hun mannen, en hadden veel gewonden.
Terwijl Skanderbeg maar 600 doden en 400 gewonden had.
De grootste verrassing was nog wel toen de Turken Skanderbeg en Vrani Konti op een rots naast hun kamp zagen.

### Laatste aanval
Vrani weigerde te capituleren, waarop de derde aanval op de stad begon. Murat probeerde Skanderbeg om te kopen maar dan moest hij wel capituleren, hij had er 10.000 kronen voor over. Skanderbeg wilde het ook niet en zei "Nee, eerst is hij mijn vijand en nu wil hij mijn co-partner worden, de kloof is te groot en ik wil niet worden besmet door die vlek met schande." De slag ging door, de Albanese posities leken hopeloos. Uiteindelijk gaven de Turken zich over en vluchtten naar hun rijk terug.

## Bekendheid van de slag
De slag is tot de verbeelding van de Albanezen blijven spreken. De faam van de slag werd bijvoorbeeld in leven gehouden door de romantische dichter Naim Frashëri (1846-1900), die schreef dat het leger van Skanderbeg Europa had beschermd tegen Turkse overheersing. Het beleg speelt ook een hoofdrol in de roman De regentrommen (Kështjella, 1970) van Ismail Kadare.